# 黄站镇
黄站镇，是中华人民共和国湖北省孝感市大悟县下辖的一个乡镇级行政单位。

## 行政区划
黄站镇下辖以下地区：
熊畈村、伍桥村、刘河村、黄站村、祝山村、李园村、红联村、长联村、团冲村、西冲村和张寨村。